# Natalia Ligas
Natalia Ligas (Bono, 21 dicembre 1958) è una brigatista italiana.

## Biografia
Nata in una famiglia borghese di un comune della Sardegna, a quattordici anni perde la madre. Nel 1974, appena quindicenne, si trasferisce a Torino dove frequenta i gruppi cattolici di Comunione e Liberazione. Diventata maggiorenne, va a vivere a Roma dove studia Sociologia all'università e lavora come inserviente ospedaliera. È proprio nell'ambito lavorativo che conosce Emilia Libera e Antonio Savasta della colonna romana delle Brigate Rosse. Milita per breve tempo nel Collettivo di via dei Volsci dell'Autonomia Operaia, fino a quando questo non viene chiuso il 7 novembre 1977 (insieme al Cangaçeiros di Torino) per "costituzione di bande armate". Tronca quindi ogni rapporto con la famiglia ed entra in clandestinità.

### L'attività terroristica
Tra il 1977 e il 1979, insieme a Daniele Pifano (infermiere al Policlinico di Roma, capo del Collettivo di via dei Volsci e implicato nella vicenda dei missili di Ortona) e Caterina Spano (appartenente a Barbagia Rossa, ramificazione sarda delle BR), compie una serie di attentati contro le auto dei soldati americani che operano nella base militare de La Maddalena, in Sardegna.
Inizia quindi, con il nome di "Angela", la sua militanza brigatista nella colonna romana delle BR - Partito della Guerriglia sotto la guida di Giovanni Senzani. Il primo dicembre 1979 prende in affitto un appartamento in via Ugo Pesci 11; il 20 maggio 1980 si scatena una sparatoria tra i Carabinieri e i brigatisti che lì dimorano (Renato Arreni, Salvatore Ricciardi e la stessa Ligas) e che riescono a fuggire. Le Forze dell'Ordine entrano nel covo e trovano documenti ideologici delle BR e dell'MPRO, schede su poliziotti, carabinieri e istituti penitenziari, appunti sull'omicidio di Pino Amato e quello tentato contro Domenico Gallucci, e alcune armi. Arreni e Ricciardi verranno catturati poco tempo dopo.
Nel 1981 sarà, insieme a Susanna Berardi, aiutante dei carcerieri di Roberto Peci. Si trasferisce quindi a Napoli dove entra nella colonna napoletana. 
Il 19 giugno 1981 partecipa all'agguato che ha come obiettivo l'uccisione dell'avvocato Antonio De Vita, che è stato difensore d'ufficio di Patrizio Peci. Il De Vita si salva e, sparando in risposta, riesce a ferire all'inguine la stessa brigatista. Quindici giorni dopo una ragazza si presenterà in una clinica privata di Lauria, Basilicata,  appartenente a un medico che è anche senatore socialista, Domenico Pittella; insieme alla ragazza c'è l'avvocato di Pittella, Tommaso Sorrentino, che appartiene a Soccorso Rosso. La ragazza ha una lesione infetta alla coscia: la pallottola, entrata dall'inguine, è scesa fino al ginocchio; qualcuno ha già provato a curarla ma in maniera maldestra, con un'incisione alla radice della coscia nella vana ricerca del proiettile. Pittella estrae la pallottola, asporta il pus e sutura la ferita. Poi, su consiglio di Sorrentino, manda via la ragazza senza redigere un referto. In seguito dirà che solo due anni dopo scoprì che quella ragazza era Natalia Ligas.
Il 27 aprile 1982 partecipa all'omicidio di Raffaele Delcogliano, assessore al lavoro della Campania per la Democrazia Cristiana, e del suo autista, Aldo Iermano. L'Alfetta su cui viaggiano Delcogliano e Iermano viene bloccata dalla Fiat 128 guidata dal brigatista Vincenzo Stoccoro. L'auto viene quindi raggiunta da Enrico Manna, Anna Maria Cotone e Natalia Ligas, quest'ultima con il compito di sparare. Alla Ligas però s'inceppa il fucile, e l'azione viene portata a termine da Anna Cotone.

### L'arresto e l'accusa di «infiltrata»
Tornata a Torino per mediare tra la fazione militarista e quella movimentista (di cui la colonna torinese, composta quasi tutta da ex di quella napoletana, faceva parte) viene arrestata alla stazione di Porta Nuova la sera del 14 ottobre 1982, in quella che La Stampa ritiene essere la più grande retata dal Dopoguerra. Afferrata da tre agenti della DIGOS di fronte al binario 10, tenta una reazione impugnando la pistola ma viene fermata, e incomincia a gridare probabilmente per mettere in fuga altri brigatisti che si tenevano a distanza di sicurezza, affermando di essere Natalia Ligas e dichiarandosi prigioniera politica. Nella sua borsetta vengono trovati due milioni di lire, una pistola calibro 38, un pacchetto di sigarette Marlboro ricolmo di proiettili e documenti importanti. Pur con la chiusura di tutte le uscite, il blocco dei treni e il controllo di tremila persone, gli altri brigatisti riescono a fuggire.. L'arresto non avviene per caso, dal momento che gli uomini dell'antiterrorismo erano sulle sue tracce e la stavano seguendo.
Una settimana dopo il suo arresto, il 21 ottobre 1982, un commando brigatista, composto da Clotilde Zucca, Marcello Ghiringhelli, Antonio Chiocchi, Francesco Pagani Cesa, Antonio Marocco e Teresa Scinica ed altri compie una rapina in una filiale del Banco di Napoli a Torino. Nel corso della rapina vengono uccise le guardie giurate Antonio Pedio e Sebastiano d'Alleo. Accanto ai loro corpi viene fatto ritrovare un volantino di rivendicazione in cui si dichiara che la spietata esecuzione è dovuta al pentimento ed alla collaborazione della «belva Ligas», definita «infame infiltrata dei Carabinieri».Il 22 ottobre un gruppo brigatista romano compie un'altra rapina ai danni di una compagnia di assicurazioni di via Arezzo 54, lasciando un volantino contenente altre minacce per la Ligas.
Pochi giorni dopo, al processo Moro che si sta svolgendo proprio a Torino, la Ligas viene messa in una gabbia separata da quella dei brigatisti del Partito Guerriglia. "Angela", che vorrebbe stare con gli altri, con voce strozzata prova a leggere un documento («Un'autocritica è necessaria...») per negare l'accusa rivoltale di essere un'infiltrata ma gli altri militanti, in segno di disprezzo, chiedono di uscire dall'aula. Il rischio, secondo la prassi bierre, è che venga "condannata a morte". Tuttavia la diffidenza dura poco, sino a quando Antonio Marocco non viene arrestato e non inizia a collaborare con i magistrati. A questo punto, dopo Renato Curcio, Alberto Franceschini e Mario Moretti (del Partito Militarista), Natalia Ligas viene riaccolta anche da Franco Bonisoli, a capo del Partito Guerriglia, con cui si scambia carezze e sorrisi dopo le minacce di morte ricevute nei giorni precedenti.
La strage del Banco di Napoli, ascrivibile alla condizione di allucinazione e delirio in cui era precipitato il gruppo del Chiocchi (in seguito nel 1983 Antonio Chiocchi si dissocia) e alla fattiva manipolazione di Marocco (sin dal primo momento delatore e collaboratore) costituisce oggettivamente anche un punto di svolta della teoria e della pratica brigatiste, sintetizzato in un documento elaborato nel carcere di Palmi e pubblicato nel gennaio del 1983. In esso si dichiara concluso il processo cominciato nel 1970 ma non superata la necessità del ricorso alla lotta armata. Tale documento non è mai stato sottoscritto dalla Ligas.
Più in dettaglio, Antonio Marocco rivela che Antonio Chiocchi aveva deciso di rapire Natalia Ligas perché ogni volta che questa partecipava a un'azione arrivavano sempre i carabinieri che però non riuscivano mai ad arrestarla. Il piano era di sequestrarla per diverse settimane e, nel frattempo, emanare alcuni comunicati. Il sequestro sarebbe dovuto avvenire il giorno dopo il suo arresto. Il provvidenziale intervento della polizia avrebbe convinto ulteriormente il Chiocchi della natura di spia della Ligas. Da lì, l'idea della strage:«Un fatto gravissimo» commenterà Curcio, «la classica goccia che fa traboccare il vaso, almeno per me».
Per la sua partecipazione a molteplici azioni armate, tra cui il rapimento e l'uccisione di Aldo Moro, e all'attività complessiva delle Brigate Rosse verrà condannata a diversi ergastoli e anni di carcerazione.
Le accuse di pentimento e collaborazione rivolte alla Ligas non trovano alcun riscontro negli atti giudiziari o investigativi, sono state smentite da lei stessa in ogni possibile occasione, dopo un primo momento dai suoi stessi compagni che con un'"inchiesta interna" brigatista in carcere l'ha subito riconosciuto come non responsabile e infine da quelli rimasti fuori dal carcere.

### Il carcere di una «irriducibile»
Nel 1986, durante il processo Peci, di fronte all'accusa del PM rivolta a Giovanni Senzani di essere un infiltrato, Natalia Ligas difende quest'ultimo, gridando ai giornalisti quanto sia «evidente che non si sta attaccando un compagno, ma si fa una provocazione verso la ripresa potente della guerriglia metropolitana».
Nel 1988, contro Curcio e Moretti che hanno sancito la conclusione dell'esperienza delle Brigate Rosse, Natalia Ligas dichiara: «Curcio e Moretti, da anni estranei al movimento rivoluzionario di classe, vogliono trattare la resa delle BR per produrla come merce di scambio e per potersi riciclare all'esterno. Nessuno oggi, e tantomeno Moretti e Curcio, può arrogarsi il diritto di parlare a nome di tutti i prigionieri e neppure di tutta l'esperienza rivoluzionaria. Soprattutto Curcio, ben conosciuto nei salotti radical chic della borghesia con le sue iniziative culturali».
Nel maxiprocesso BR per insurrezione del 1989, legge un lungo comunicato in cui dichiara che «questo processo è stato istruito col preciso intento di attaccare l'espansione del movimento rivoluzionario guerrigliero di cui qui dentro, adesso, si vorrebbe celebrare il funerale, insieme a tutta l'esperienza rivoluzionaria di questi vent'anni».
Nel 1992 è stata trasferita nella casa circondariale di Messina, soggetta al regime di massima sicurezza (cosiddetto "carcere duro"): non può studiare, né avere contatti con i volontari carcerari, oltre a stare in cella da sola; le è concessa una sola visita esterna, ogni due o tre mesi, con la sorella. Quando questa muore, nel 1996, le viene impedito di partecipare al suo funerale.
Nel 1996 scrive una lettera a Carlo Taormina, difensore di Domenico Pittella, dicendo che quest'ultimo non aveva niente a che fare con le Brigate Rosse e che il contatto con lui, ignaro della sua reale identità, era avvenuto unicamente nella circostanza del soccorso; a tal proposito lo ringrazia per averle salvato la vita.
Sempre nel 1996, il suo difensore dichiara che «La Ligas è ostaggio dello Stato. Il trasferimento si è rivelato alla lunga punitivo perché la detenuta non ha mai parlato, né abiurato il suo passato». Anche Ferdinando Imposimato si schiera per un allentamento delle misure punitive («Mi stupisce che ancora oggi esistano trattamenti differenziati fra politici dissociati e irriducibili»), così come Giuliano Pisapia («È ora di tornare alla normalità sia a livello legislativo che da un punto di vista del trattamento carcerario anche nei confronti di chi ha scelto di non abiurare il proprio passato»).

### La liberazione
Dopo aver ottenuto alcuni permessi premio, a partire dal 1998, nonostante non si sia mai dissociata, dal 2000 inizia ad usufruire di misure alternative alla carcerazione attraverso il lavoro esterno e, in seguito, della semilibertà. Dal 2009 è tornata in libertà, avendo terminato di scontare la sua pena.
Nel 2013, in seguito alla morte di Prospero Gallinari, è tra i promotori della presentazione di un suo libro e tra i fimatari dell'eventi teso a ricordarlo:«La sua scomparsa ha suscitato profonda impressione nella sinistra antagonista, perché la coerenza etica e la trasparenza politica della sua vicenda umana erano note a tutti, e avevano conquistato il rispetto delle vecchie e delle nuove generazioni. Ciononostante, l’imbarazzo delle classi dominanti verso questa ondata spontanea di cordoglio, si è presto mutato in aperto fastidio. Le polemiche seguite al funerale di Coviolo hanno parso confermare che in Italia non solo la riflessione sulla storia, ma nemmeno i sentimenti collettivi possono esprimersi in libertà. Per questi motivi, abbiamo pensato di costruire una nuova occasione di ricordo per Prospero Gallinari. Abbiamo pensato che presentare il suo libro, ascoltare le sue parole, ragionare sulla sua vita, possa costituire non solo un contributo alla memoria delle classi subalterne, ma anche, e semplicemente, un atto politico di libertà. Si tratta di dire basta all’appetito insaziabile della storia dei vincitori. E di riconsegnare a ciascuno di noi l’autonomia dei giudizi, contro i ricatti che comprimono i ricordi e le speranze, inquinando le immagini e i pensieri.»